# Ласло I
Свети Ласло I (на унгарски: I. Szent László) е крал на Унгария (1077 – 1095) от династията на Арпадите. Той увеличава значително територията на държавата и допринася за нейното вътрешно укрепване. Много популярен, докато е жив, след смъртта си той е обявен за светец.

## Произход и възкачване на трона
Ласло е син на крал Бела I и принцеса Рикса, дъщеря на полския крал Мешко II. Роден е в Полша, където баща му живее в изгнание, и е наречен с полското име Ладислав. През следващите векове, Ласло, унгарската форма на името, придобива голяма популярност и то се използва широко в Унгария и днес (21. век).()
След като чичото на Ласло Андраш I възстановява властта на Арпадите в Унгария през 1047 г., след период на междуособици (между роднините на Ищван I, известен и като Стефан I Унгарски, Петер Орсеоло и Шамуел Аба), семейството се връща там, в резултат на въстанието Вата. Преждевременната смърт на брат му крал Геза I през 1077 г. слага край на периода на оспорваната власт, краткотрайни управления и нестабилна кралска власт, продължил повече от едно поколение. Синовете на Геза – Калман и Алмош, по онова време са малолетни, така Ласло, идва на власт като най-възрастен член на кралското семейство по ненасилствен път.

## Управление
Ласло I бързо придобива популярност, близка до тази на крал Ищван I, като приема християнството за държавна религия и поставя основите на унгарския възход. При Ласло, както и при Ищван преди това, качествата на рицаря и светеца се съчетават с тези на държавника.
Силата, която проявява в борбата с печенегите през 1068 година прави Ласло герой на множество легенди. Той прави щедри дарове за църквата и проявява значителна законодателна инициатива. Издава три книги с разпоредби. Техните над 250 законодателни текста представляват единственият законодателен корпус до Златната була от 1222 година.
Във външната политика Ласло се придържа към тесен съюз с папа Григорий VII в конфликта му с император Хайнрих IV. Той се жени за Аделаида, дъщеря на антиимператор Рудолф, от която има син и три дъщери. Една от тях, Пирошка Арпад, се омъжва за византийския император Йоан II Комнин.
Неуспехите на императора дават възможност на Ласло да разшири владенията си на юг и да християнизира отдалечени области в Трансилвания и в Долнодунавската равнина, обитавани от печенеги и кумани. В тези райони той изгражда крепостите Сьоренивар (Турну Северин) и Дюлафехервар (Алба Юлия). Традицията му приписва и заселването на секеите в Трансилвания. След смъртта на хърватския крал Димитър Звонимир (1089 г.), съпруг на сестра му Елена Унгарска, Ласло присъединява нови територии на юг, въпреки противопоставянето на Папството. През 1091 той предприема голям поход в Хърватия и оставя за управител племенника си принц Алмош. Анексирането на Хърватия не предизвиква съществена съпротива от страна на местното население и дава на Унгария излаз на Адриатическо море.
През 1094 основава католически епископии в Нагиварад (Орадя) и Загреб.
Ласло I умира внезапно през 1095 г., докато се подготвя за участие в Първия кръстоносен поход. Наследен е от племенника си Калман.
Крал Ласло е канонизиран през 1192, празникът му е на 27 юни.